# Gargara sinensis
Gargara sinensis är en insektsart som beskrevs av William D. Funkhouser 1934. Gargara sinensis ingår i släktet Gargara och familjen hornstritar. Inga underarter finns listade i Catalogue of Life.